# El Lobón
El Lobón är en ort i Mexiko.   Den ligger i kommunen Chignahuapan och delstaten Puebla, i den sydöstra delen av landet, 110 km öster om huvudstaden Mexico City. El Lobón ligger 2 649 meter över havet och antalet invånare är 311.
Terrängen runt El Lobón är kuperad. Runt El Lobón är det ganska tätbefolkat, med 56 invånare per kvadratkilometer. Närmaste större samhälle är Chignahuapan, 17,0 km nordost om El Lobón. I omgivningarna runt El Lobón växer i huvudsak blandskog.